# عزلة باجل (الحديدة)
عزلة باجل هي إحدى عزل مديرية باجل في محافظة الحديدة اليمنية ويبلغ تعداد سكانها 55016 نسمة حسب التعداد السكاني في اليمن لعام 2004.

## روابط خارجية
- الجهاز المركزي للإحصاء بالجمهورية اليمنية
- المركز الوطني للمعلومات باليمن
- World Gazetteer:Yemen
- الدليل الشامل